# Due case per Natale
Due case per Natale (Trading Christmas) è un film per la TV del 2011 diretto da Michael M. Scott.
È stato trasmesso in negli Stati Uniti il 26 novembre 2011 sul canale Hallmark Channel e in Italia il 26 dicembre 2013 su Rai 2.

## Trama
Charles è uno scrittore che, afflitto da blocco creativo, tenta di superare il problema, trasferendosi temporaneamente in una nuova casa, scambiando la sua con quella di una bella vedova.